# Стилианос Гонатас
Стилиано̀с Гоната̀с (на гръцки: Στυλιανός Γονατάς) е гръцки политик, министър-председател на Гърция от 1922 до 1924 година, военен и революционер, деец на Гръцката въоръжена пропаганда в Македония.

## Биография
Роден е на 15 август 1866 година в Патра. Влиза във Военното училище в 1892 година, което завършва в 1897 година. Работи в гръцкото консулство в Одрин и като лейтенант участва в Гръцката въоръжена пропаганда в Македония с псевдонима Григориу (Γρηγορίου). Става адютант на Николаос Зорбас веднага след преврата в Гуди в 1909 година. Гонатас заема висши постове в гръцката армия, става офицер.
След пенсионирането си се занимава с политика. Министър-председател е на Гърция от 27 ноември 1922 до 24 януари 1924 година. Организира метеж заедно с Николаос Пластирас срещу крал Константинос I, който води до повторната му детронация на 27 септември 1922 година.
Умира на 90 години на 29 март 1966 година в Атина.